# 蘇原荘
蘇原荘（蘇原庄）（そはらしょう）とは、平安時代から安土桃山時代にかけて美濃国加茂郡の東部に存在した荘園。

## 歴史
遅くても建武年間より、廃藩置県まで苗木遠山氏が支配し、江戸幕府成立後から明治時代に岐阜県が成立するまで苗木藩の領地であった。
建武2年（1335年）当時中野方村に存在した心観寺の梵鐘に「建武二乙亥年二月大檀那領主加藤左衛門尉景村、美濃國蘇原荘安弘見郷中之方氏子安全」とあったという(安弘見傳記)。これは元弘年間に北条氏の残党によって心観寺焼かれたが再興の際に鋳造したものであろう。

## 範囲
- 現在の岐阜県恵那市の、中野方町、笠置町毛呂窪、笠置町河合、笠置町姫栗、飯地、中津川市蛭川の和田川以西
- 現在の岐阜県加茂郡八百津町の潮見、福地、峯、下立[1]、白川町の上田、黒川、犬地、赤河、切井

## 安弘見郷
以下の五箇村を安弘見郷（あびろみごう）と称した。
- 中野方町、笠置町毛呂窪、笠置町河合、笠置町姫栗、中津川市蛭川

## 蘇原神社
岐阜県恵那市笠置町毛呂窪字中田493番地に、蘇原神社がある。

## 起源
平安時代中期と推測される。